# 上野行一
上野 行一（うえの こういち、1952年1月21日 - ）は、日本の教育学者。帝京科学大学こども学部教授。 

## 来歴
大阪府出身。大阪教育大学大学院修了。 公告デザイナー、公立学校教諭、高知大学教育学部教授を経て、2010年より現職。

## 著書・論文
- 『まなざしの共有』（監修、淡交社、2001年）
- 『モナリザは怒っている!?』（奥村高明との共著、淡交社、2008年）
- 『私の中の自由な美術』（光村図書、2011年）

## 所属学会
- 大学美術教育学会

- 美術科教育学会

- 日本教育方法学会

日本カリキュラム学会